# Domènec de Petrés

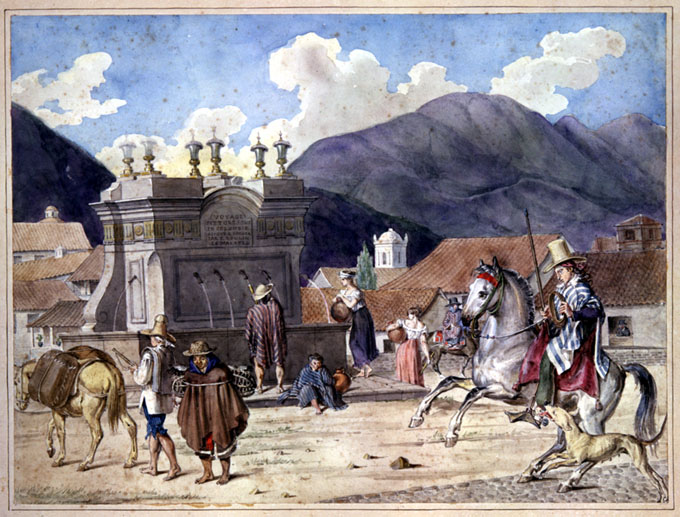
Pila de Sant Victorí que rematava l'aqüeducte dissenyat per Petrés a la fi del.

Joseph Pascual Domingo Buix Lacasa o Domènec de Petrés (Petrés, el Camp de Morvedre, 10 de juny de 1759 - 1811) va ser un frare caputxí valencià que va emigrar en 1792 al Virregnat de Nova Granada (actual Colòmbia), i va ser el primer arquitecte de formació de Bogotà, on va treballar entre l'última dècada del segle xviii i la primera del segle xix. Va dissenyar i va dirigir diverses obres civils i eclesiàstiques a Nova Granada, especialment de temples neoclàssics amb barroc popular, com la Catedral de Santa Fe d'Antioquia en 1799, la Catedral Primada de Colòmbia i la Catedral de la Santíssima Trinitat i Sant Antoni de Pàdua de Zipaquirá d'estil neoclàssic, encara que va morir poc abans de veure-la acabada.

## Biografia
Els seus pares van ser Vicent Buix, paleta i Caterina Lacasa, tots dos de Petrés. Els seus avis paterns van ser Vicent Buix, pagès i Rosa Estors, mentre que els avis materns eren Marcos Lacasa i Caterina Gomes, veïns de Cascant, a la província de Terol.

### Infància i joventut
De nen, el que després seria Fra Domènec de Petrés acompanyava i ajudava el seu pare en l'ofici de paleta, seguint una tradició molt antiga per la qual els oficis i el seu aprenentatge anaven passant de pares a fills d'una manera gairebé automàtica. Als 18 anys (és a dir, en 1777) va ingressar en el Convent de la Magdalena, a Massamagrell, on feu el noviciat i tres anys després fou nomenat germà llec.
Entre març de 1780 i setembre de 1781 va estar destinat als convents d'Alzira, Sogorb, Albaida, Cabdet i Monòver, desenvolupant el seu ofici de paleta en tasques cada vegada més complexes i de major responsabilitat. Per a l'Orde dels Frares Menors Caputxins el seu treball era molt important, ja que el deteriorament d'edificis durant diversos segles, els terratrèmols i altres problemes havien ocasionat una necessitat creixent d'emprendre les tasques de restauració i construcció de noves obres eclesiàstiques, tant entre les que eren pròpies de l'Orde dels Caputxins com d'altres congregacions. A Monòver va fer amistat amb fra Juan de Cartagena, qui li va facilitar el Llibre d'Arquitectura de Fra Lorenzo de Sant Nicolás (germà agustí, madrileny), obra que va constituir un excel·lent punt de suport en la seva formació que ja transcendia l'ofici de paleta per entrar de ple en el camp de l'arquitectura.

### Múrcia
De Monòver va passar a la ciutat de Múrcia, fet que va constituir la culminació de la seva formació en el camp de l'arquitectura, ja que alternava el seu treball pràctic de sempre amb una formació professional d'un nivell molt elevat a l'Escola de Disseny d'aquesta ciutat, el primer director de la qual des de la seva creació en 1765 era l'escultor Francisco Salzillo. Aquesta Escola de Disseny es va transformar després a l'Escola de Belles arts de Múrcia. El fet que una germana de Salzillo fos monja caputxina de clausura i que Domènec de Petrés realitzés alguns treballs de restauració en el seu convent va facilitar l'ingrés del caputxí valencià a l'Escola de Disseny dirigida per Salzillo, com a alumne regular i amb l'anuència de les autoritats religioses. D'allí en sortí al cap d'uns anys amb el títol d'arquitecte. La seva formació acadèmica li va permetre estudiar els diferents estils arquitectònics, des del romànic, gòtic i renaixentista fins al barroc i neoclàssic de l'Edat Moderna. De tots aquests estils existien i existeixen molt bons exemples en tot el Regne de València, que Fra Domènec coneixia bastant bé.
De tots els estils arquitectònics, Domènec de Petrés sempre es va inclinar pel neoclàssic, per considerar-lo més senzill i auster i més d'acord amb les regles estrictes de l'ordre al qual pertanyia. Això no va ser obstacle perquè en els treballs de reconstrucció de molts temples en els quals va intervenir (sobretot a Nova Granada), sempre tractés de respectar l'estil original, dins de les seves possibilitats, sobretot en la restauració de l'interior, amb la finalitat d'aprofitar el que se'n conservava.

### Viatge a Amèrica

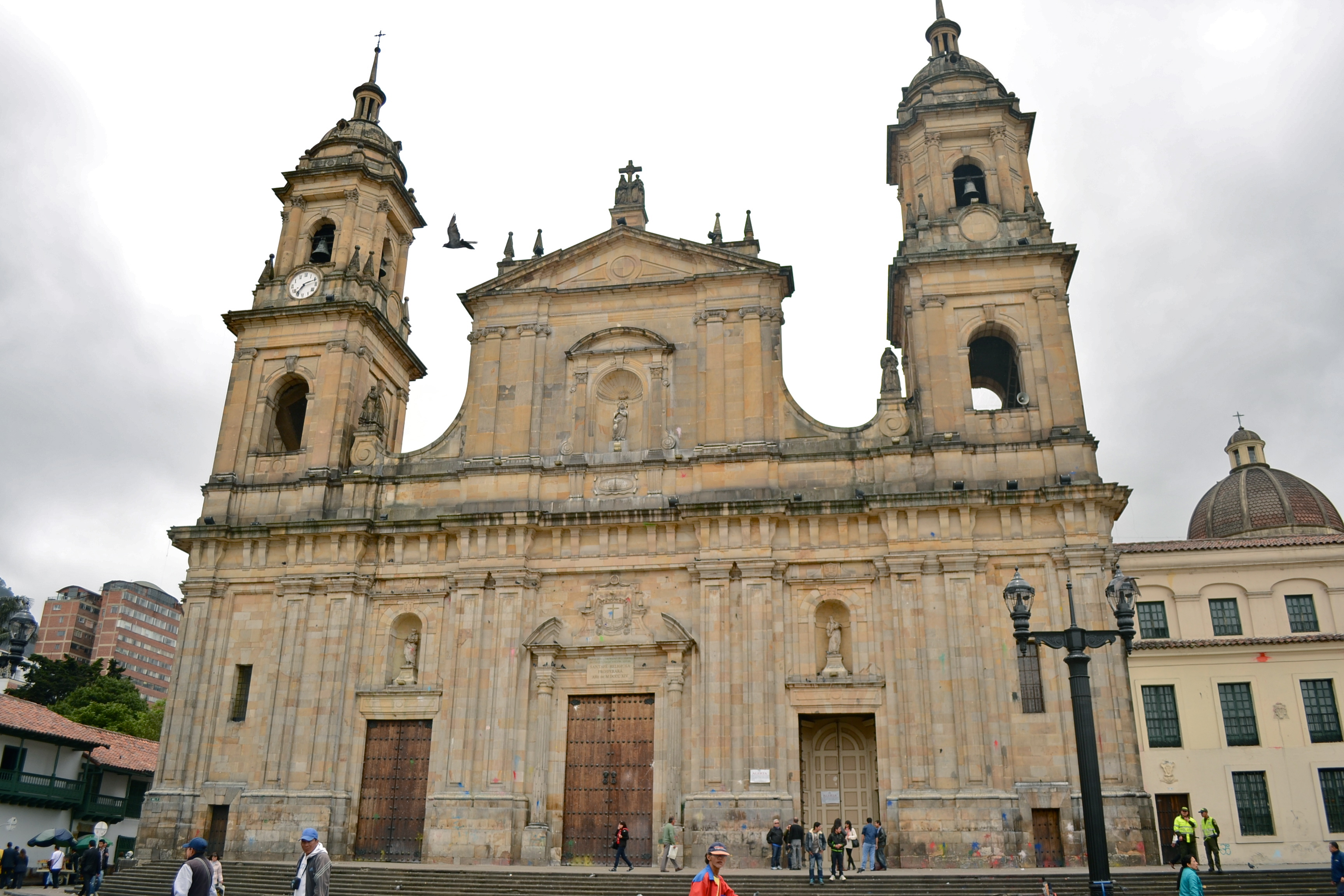
Catedral Primada de Colòmbia a Bogotà, obra de De Petrés.

A Amèrica, les modificacions i tendències a la modernització introduïdes pel govern de Carles III van introduir una necessitat de noves tècniques arquitectòniques i de professionals en tots els àmbits de la cultura. En l'activitat arquitectònica, el deteriorament produït en els monuments i obres eclesiàstiques americanes, requerien de nous esforços i projectes. En primer lloc, l'expulsió dels jesuïtes en 1767 va portar una conseqüència important pels caputxins valencians, encarregats de les missions del nord i centre del país, puix se'ls encarregà de reemplaçar als jesuïtes en les seves tasques missioneres. D'altra banda, els terratrèmols de 1775 van causar notables desperfectes en moltes construccions eclesiàstiques del virregnat. Algunes obres necessitaven l'execució de treballs de restauració importants i en algunes d'elles, la completa demolició i l'aixecament de nou.
És per això que de feia algun temps, les autoritats civils i eclesiàstiques del virregnat estaven sol·licitant persones que s'encarreguessin de les tasques més urgents. Entre els caputxins, el provincial de l'orde a Nova Granada, Antonio de Muro, havia sol·licitat l'enviament des d'Espanya (i particularment des de València) d'uns 20 pares i germans llecs que s'encarreguessin d'aquestes tasques. Al final se'n van oferir 14, entre els quals es trobava fra Domènec de Petrés, qui va tenir després una destacada actuació com a arquitecte en gran part de l'actual Colòmbia.
El viatge, iniciat en el port d'Alacant el 7 de gener de 1792, va tenir uns inicis molt accidentats, atès que van haver de desistir en dues ocasions d'emprendre'l: la primera, abans de creuar l'estret de Gibraltar per una tempestat, per la qual cosa la pollacra en la qual viatjaven va haver de tornar i fondejar en el port de Màlaga. La segona, després de travessar l'estret i arribar a Cadis, d'on van sortir, van haver de tornar a aquest port també per una altra temporal. Havien organitzat aquest viatge a finals de 1791. Per fi es va embarcar a Cadis el 13 de març de 1792 i va arribar el 25 d'abril a Cartagena d'Índies al costat dels pares caputxins Andreu de Llaures, president, Marià de Confrides, Fèlix de Guadassuar, Salvador d'Alcoi, Antoni de Callosa, Llorenç de Cocentaina, Antoni de Benafer, Pere de Mallorca, Josep de Canet i Ambrosi de Callosa i els germans llecs Antoni de Saix, Antoni de Villalpando i Domènec de Massamagrell.

## Obra a Nova Granada
Va arribar l'1 d'agost de 1792 a la capital del virregnat (Santafé de Bogotà) on gairebé immediatament es va posar a treballar en la restauració i construcció d'obres arquitectòniques, tant civils com a eclesiàstiques.

### La Caputxina

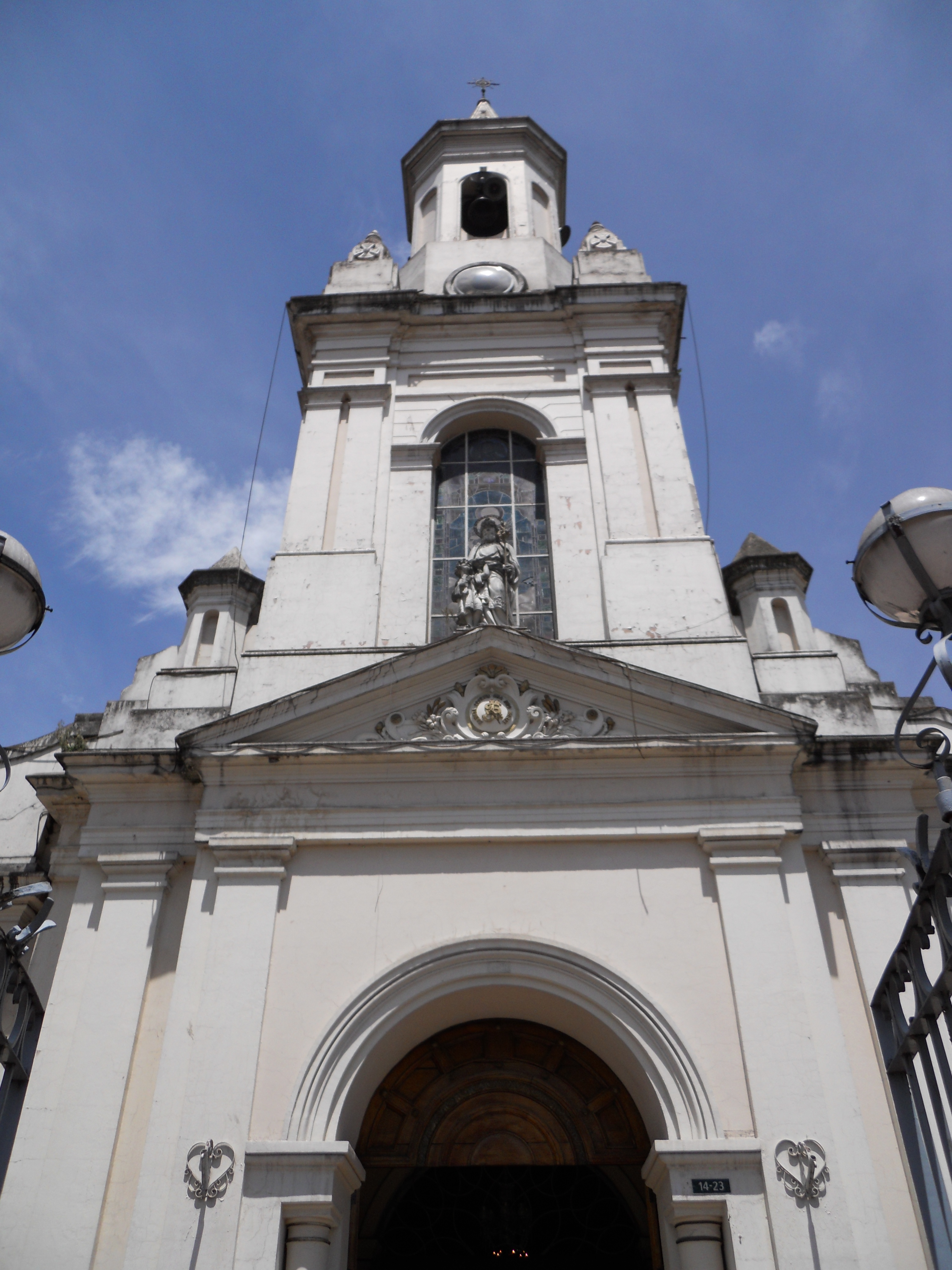
Església de la Capuchina a Bogotà.

L'església i convent de Sant Josep, residència dels frares caputxins a Bogotà, era coneguda familiarment com La Caputxina. Es trobava al barri de Sant Victorí, apartada del centre de la ciutat en aquella època. A la seva reconstrucció i remodelació es va dedicar De Petrés tan aviat com va arribar a Bogotà i en aquesta tasca va romandre diversos anys.
Els primers obstacles que va trobar es derivaven de la pobresa de l'orde i de la població en general que es traduïen, gairebé sempre, en una escassetat de recursos que limitaven la seva faena. L'església es va construir en l'estil herrerià més pur, amb una cadireta en la seva façana sud, que fou destruïda a principis del segle XX per donar pas a una restauració i ampliació feta per Arturo Jaramillo.
La Caputxina fou la primera obra de De Petrés i una de les que ja no existeix en la seva forma original.

### Aqüeducte i font a la plaça de Sant Victorí
Al barri de Sant Victorí, on estaven situats el convent i església de San Josep (La Caputxina), no hi havia aigua corrent, malgrat les sol·licituds per part dels seus habitants que havien estat molt freqüents de feia bastant de temps. Com que la presa d'aigua més propera es trobava a un quilòmetre de distància, feia falta construir un canal o aqüeducte perquè subministrés aigua a una font que s'havia de construir.
De Petrés va cursar els estudis de l'obra i la va iniciar en l'any 1792, just arribat a Bogotà. No obstant això, la subscripció popular per a la seva construcció era molt escassa, per la qual cosa les obres van anar progressant molt lentament als seus moments inicials. El comissionat per fer la subscripció, en vista que els donatius no eren suficients ni tan sols per a les primeres obres, va acudir amb una sol·licitud al canonge Andrade qui immediatament va signar de pròpia mà: «El que sigui necessari per construir la font des del riu Arquebisbe».
Es va fer l'aqüeducte, es va construir la pila i font en estil neoclàssic i es va construir una derivació fins al propi convent dels caputxins, amb l'aprovació de les autoritats, obres finalitzades en 1798.

### Església i convent de Sant Domènec
L'orde de Sant Domènec va ser la primera a arribar al que seria la capital del virregnat de la Nova Granada, per la qual cosa a mitjan segle XVI ja tenia un convent i van aixecar un espaiós temple. Al poc temps va patir un incendi que va deixar l'església i el convent en molt mal estat. No obstant això, es van anar reparant amb el temps fins que el terratrèmol del 12 de juliol de 1785 els va destruir pràcticament per complet, quedant entre els edificis eclesiàstics més danyats per aquest terratrèmol.
Els dominics van anar recollint aportacions per a la seva restauració i les autoritats li van demanar a Manuel Lozano, que fes una avaluació dels danys per a aquesta restauració (150.000 pesos d'or, que era una quantitat considerable) però no hi havia ningú que es fes càrrec de la faena fins que va arribar De Petrés, qui va començar a dirigir les obres. Però es van presentar inconvenients amb el finançament i alguns malentesos entre les dues congregacions de caputxins i dominics, cosa que causà un retard en la culminació de les obres. Encara que va prestar inicialment la seva col·laboració en l'obra amb l'autorització del superior de l'ordre a Bogotà, no va ser fins a 1797 quan el superior de l'orde a la província de València, del qual depenien els caputxins de la Nova Granada, els va ratificar aquesta autorització.
Ja en 1799 estava gairebé tota l'obra de l'església, excepte el sostre i altres obres i a la mort de De Petrés en 1811, només faltava per acabar alguns detalls a la torre i els adorns de la façana del que va ser l'església de Sant Domènec sobre l'actual carrera Setena entre carrers Dotze i Tretze.

### Basílica de La nostra Senyora de la Chiquinquirá
Aquesta obra, realitzada fora de la capital virregnal (Chiquinquirá es troba a 134 km de Bogotà) va servir per continuar, i encara accentuar, aquesta espècie de disputa entre les dues congregacions (dominics i caputxins) a causa del zel per les obres confiades a de Petrés. Sembla que va ser la intransigència del cap provincial dels caputxins valencians a Bogotà, fra Andreu de Llaures, qui no volia que l'arquitecte caputxí s'encarregués de la construcció d'obres per a altres congregacions, sobretot, comprometent-se com ho havia fet amb els dominics per anar a supervisar la Basílica de Chiquinquirá:
| « | Fra Domènec, tal com s'havia acordat, viatjà a meitat de desembre a Chiquinquirá; romania diverses setmanes allí, avançava les obres que aviat començaren a agafar forma, donava instruccions concretes als paletes i després retornà puntualment a la capital a meitat de gener | » |

### Altres obres

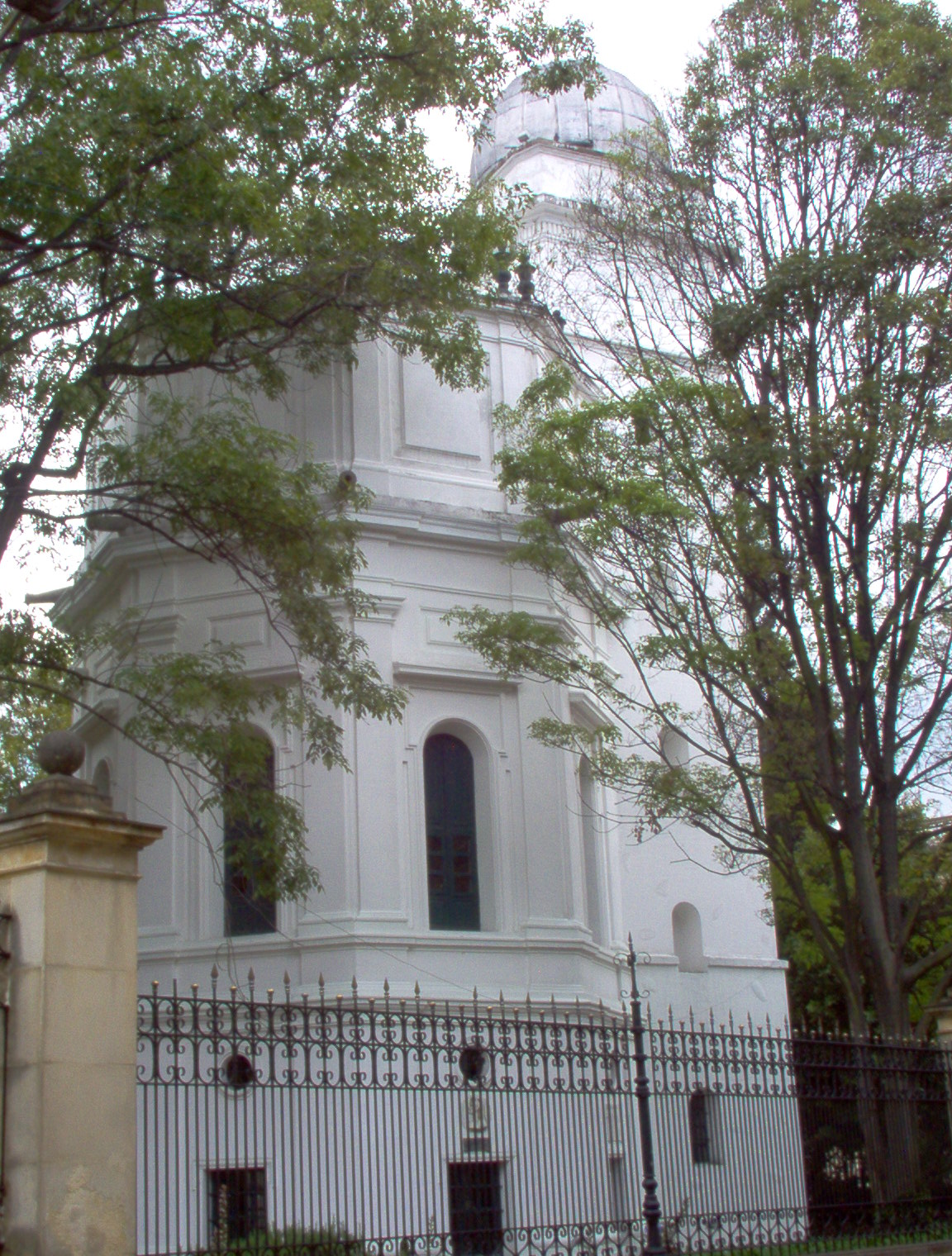
Antiga seu de l'Observatori Astronòmic, contigua al Palau de Nariño a Bogotà.

Altres obres rellevants, o intervencions significatives, de De Petrés són en l'Observatori Astronòmic Nacional de Colòmbia, la catedral de Zipaquirá, l'Hospital Sant Joan de Déu i l'església del mateix nom, l'església de Guaduas, el pont del Talp, el pont de la Serrezuela, el temple de Sant Diego (Pares Franciscans Observants), l'església de Sant Francesc, l'església de Santa Agnès, la Real Casa de la Moneda i el col·legi de Sant Agustí.